# Municipio de Liberty (condado de Ringgold)
El municipio de Liberty (en inglés: Liberty Township) es un municipio ubicado en el condado de Ringgold en el estado estadounidense de Iowa. En el año 2010 tenía una población de 152 habitantes y una densidad poblacional de 1,65 personas por km².

## Geografía
El municipio de Liberty se encuentra ubicado en las coordenadas 40°46′18″N 94°11′23″O / 40.77167, -94.18972. Según la Oficina del Censo de los Estados Unidos, el municipio tiene una superficie total de 92.19 km², de la cual 91,46 km² corresponden a tierra firme y (0,79 %) 0,73 km² es agua.

## Demografía
Según el censo de 2010, había 152 personas residiendo en el municipio de Liberty. La densidad de población era de 1,65 hab./km². De los 152 habitantes, el municipio de Liberty estaba compuesto por el 100 % blancos. Del total de la población el 0 % eran hispanos o latinos de cualquier raza.